# Hippie trail

Sentieri dell'Hippie Trail

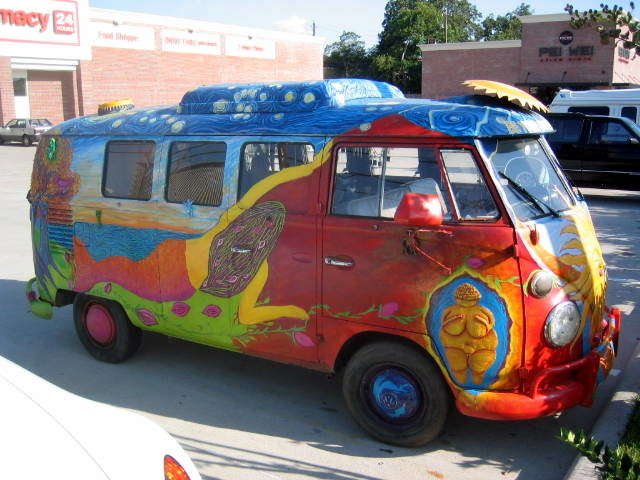
Un pulmino VW Kombi del 1967 decorato con pittura a mano in stile hippie

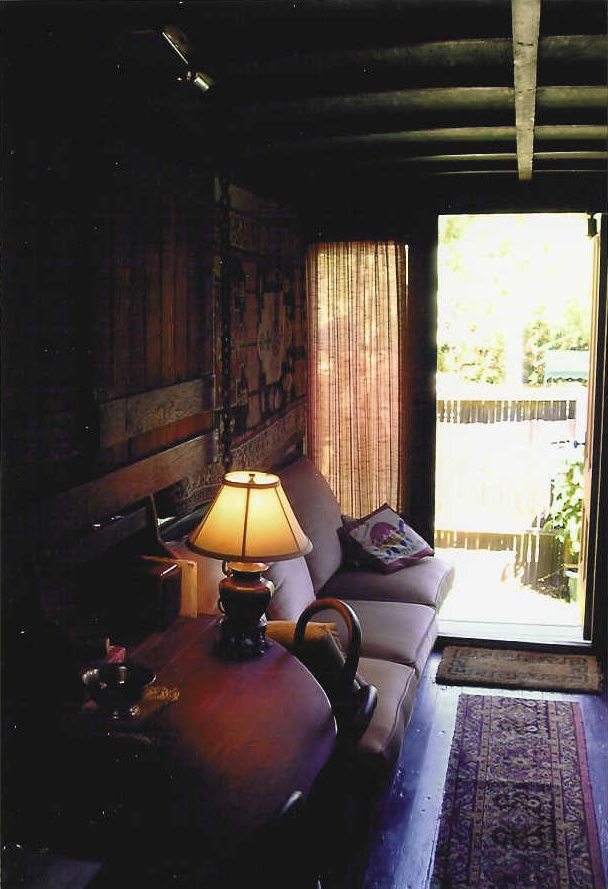
Interno di un camion Hippie, 1968

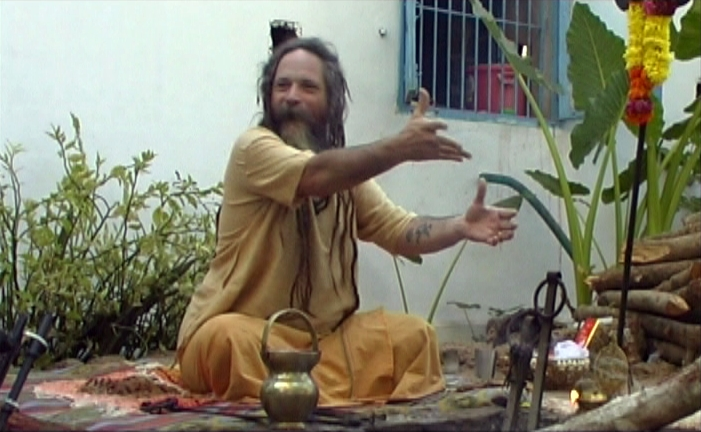
Il musicista Goa Gil nel film del 2001 Last Hippie Standing

L'hippie trail (letteralmente ‘Sentiero Hippie’ o ‘Rotta Hippie’, anche detto overland) è il nome dato al viaggio via terra intrapreso dai membri della controcultura hippie dalla metà degli anni cinquanta alla fine degli anni settanta attraverso Europa e Asia meridionale, principalmente attraverso Turchia, Iran, Afghanistan, Pakistan, India e Nepal.
L'hippie trail era una forma di turismo alternativo: uno degli elementi chiave era viaggiare nel modo più economico possibile, soprattutto per estendere il periodo di tempo lontano da casa. Il termine "hippie" divenne corrente dalla metà alla fine degli anni sessanta; "beatnik" era il termine precedente che veniva utilizzato nella seconda metà degli anni cinquanta.
In ogni tappa principale dell'hippie trail c'erano alberghi, ristoranti e caffè che si rivolgevano quasi esclusivamente agli occidentali, che si relazionavano tra loro mentre viaggiavano verso Oriente. Gli hippie tendevano a passare più tempo a interagire con la popolazione locale rispetto ai turisti tradizionali.

## Percorso
I viaggi di solito partivano dalle principali città dell'Europa occidentale, tipicamente Londra, Copenaghen, Berlino Ovest, Parigi, Amsterdam, Milano o Roma. Molti dagli Stati Uniti volavano con Icelandic Airlines verso il Lussemburgo. La maggior parte dei viaggi passava per Istanbul, dove i percorsi si dividevano: la rotta settentrionale passava per Teheran, Herat, Kandahar, Kabul, Peshawar e Lahore verso l'India, il Nepal, e l'Indocina, mentre l'alternativa rotta meridionale passava dalla Turchia attraverso Siria, Giordania, Iraq, Iran e Pakistan.
Tutti i viaggiatori dovevano attraversare il confine tra Pakistan e India a Ganda Singh Wala (o successivamente a Wagah). Delhi, Varanasi (poi Benares), Goa, Katmandu e Bangkok erano le destinazioni principali in Oriente. Katmandu ha ancora una strada, Jhochhen Tole, soprannominata Freak Street in memoria delle molte migliaia di hippie che l'hanno frequentata. Altri viaggi proseguivano per l'India meridionale, la spiaggia di Kovalam a Trivandrum (Kerala), Sri Lanka (allora chiamata Ceylon), mentre alcuni arrivarono fino all'Australia.

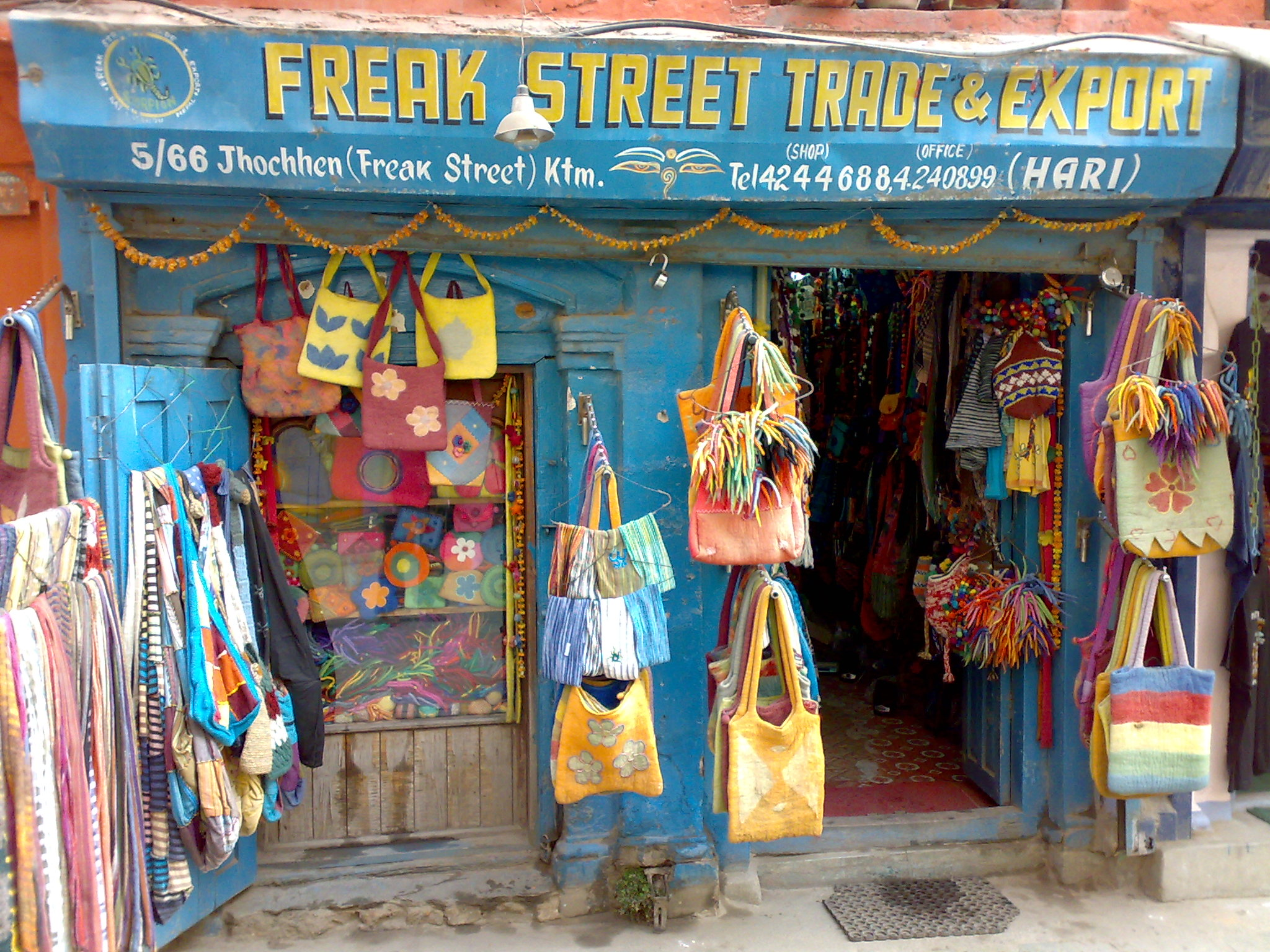
Freak Street in Nepal, 2009

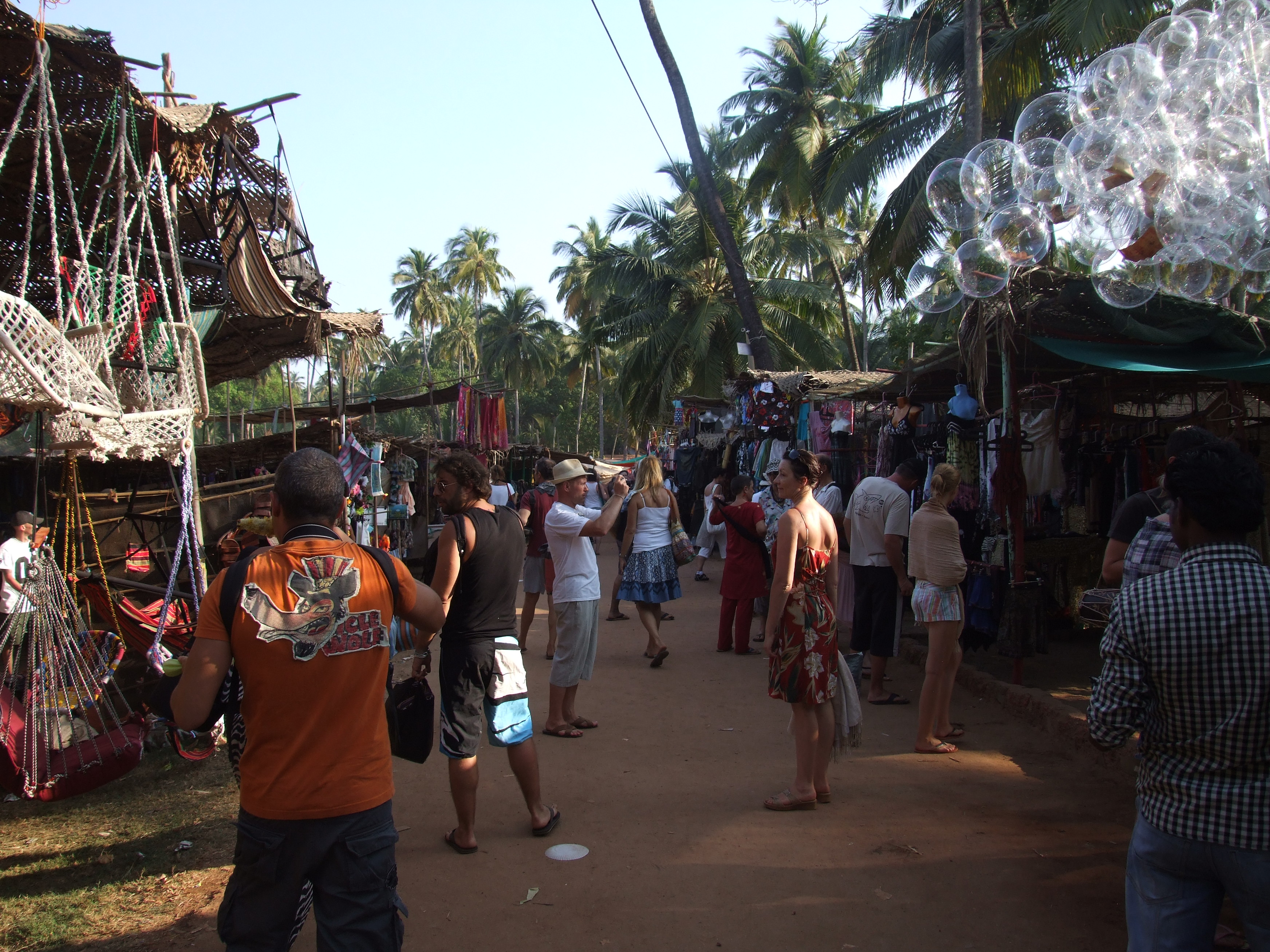
Mercatino Hippie ad Anjuna, Goa, 2011

## Metodi di viaggio
Per contenere i costi, i viaggi venivano effettuati in autostop, o autobus privati a basso costo che percorrevano la rotta. C'erano anche treni che percorrevano parte del tragitto, in particolare dall'Europa orientale attraverso la Turchia (con un collegamento via traghetto attraverso il Lago di Van) e verso Teheran fino a Mashhad, Iran. Da queste città, si poteva proseguire su mezzi di trasporto pubblici o privati per il resto del viaggio.
La maggior parte dei viaggiatori era composta da europei, nord americani, australiani e giapponesi. Idee ed esperienze venivano scambiate in famosi ostelli, hotel ed altri luoghi di ritrovo lungo il percorso, come lo Yener's Café ed il The Pudding Shop a Istanbul, lo Sigi's in Chicken Street a Kabul o l'Amir Kabir in Tehran. Molti viaggiavano "zaino in spalla" e, mentre la maggior parte erano giovani, anche anziani e famiglie occasionalmente percorrevano la strada. Un certo numero di viaggiatori coprì l'intero tragitto.
Gli hippie tendevano a viaggiare leggeri e non si preoccupavano dei soldi, delle prenotazioni alberghiere o della pianificazione del viaggio. Un derivato di questo stile di viaggio sono stati i camion e gli autobus hippie, le case mobili costruite a mano su un telaio di camion od autobus per facilitare uno stile di vita nomade. Alcune di queste case mobili erano piuttosto elaborate, con letti, servizi igienici, docce ed attrezzature per cucinare.

## Declino e rinascita dell'hippie trail
L'hippie trail si è concluso alla fine degli anni '70 in seguito a cambiamenti politici in paesi precedentemente ospitali. Nel 1979 sia la Rivoluzione iraniana che la guerra in Afghanistan preclusero la via di terra ai viaggiatori occidentali. La guerra del Kippur inoltre introdusse severe restrizioni sui visti per i cittadini occidentali in Siria, Iraq e Libano. La guerra civile in Libano era già scoppiata nel 1975 e Chitral e Kashmir divennero meno accessibili a causa delle tensioni nella zona.
Anche la popolazione locale divenne sempre più insofferente verso i viaggiatori occidentali - in particolare nella regione tra Kabul e Peshawar, dove gli abitanti respingevano gli hippie che furono attratti dalla regione per il suo famoso oppio e per la cannabis. Le agenzie di viaggio Sundowners e Topdeck aprirono la strada ad un nuovo itinerario attraverso il Belucistan. Topdeck continuò i suoi viaggi durante la guerra Iran-Iraq, ma fece il suo ultimo viaggio nel 1998.
Dalla metà degli anni 2000, la rotta è tornata in qualche modo fattibile, ma il protrarsi di conflitti e tensioni in Iraq, Afghanistan e in alcune parti del Pakistan hanno reso la rotta molto più difficoltosa rispetto al suo periodo di massimo splendore. Nel settembre 2007, Ozbus ha intrapreso un servizio di breve durata tra Londra e Sydney lungo l'hippie trail, mentre ora vengono offerti viaggi commerciali tra Europa ed Asia, scavalcando l'Iraq, l'Afghanistan e il Pakistan, passando per il Nepal e il Tibet per la vecchia Via della seta.

## Guide e diari di viaggio
La BIT Guide, che raccontava esperienze collettive e veniva riprodotta a un costo relativamente basso, produsse il primo "quaderno di viaggio" con una copertina rosa che forniva informazioni ai viaggiatori e veniva aggiornato dagli stessi, con avvertimenti di insidie e luoghi da visitare. BIT, sotto la direzione di Geoff Crowther (che in seguito entrò a far parte della Lonely Planet), pubblicò dal 1972 fino all'ultima edizione nel 1980. L'edizione del 1971 del Whole Earth Catalog dedicò una pagina alla Overland Guide to Nepal.
Nel 1973 Tony Wheeler e sua moglie Maureen, i fondatori delle guide Lonely Planet, produssero una pubblicazione sull'hippie trail denominata Across Asia On The Cheap. Hanno scritto questo opuscolo di 94 pagine basato sulle esperienze di viaggio acquisite attraversando l'Europa occidentale, i Balcani, la Turchia e l'Iran da Londra in un minivan. Dopo aver viaggiato attraverso queste regioni, vendettero il furgone in Afghanistan e continuarono su una serie di "chicken buses", treni di terza classe e camion a lunga percorrenza. Attraversarono Pakistan, India, Nepal, Thailandia, Malaysia e Indonesia ed arrivarono nove mesi dopo a Sydney con 27 centesimi in tasca.
Gli stessi Tony e Maureen Wheeler nella loro autobiografia Un giorno viaggiando - The Lonely Planet story dedicano ampio spazio al loro “viaggio di iniziazione” compiuto nel 1972 da Londra all’Australia: la rotta hippie viene ribattezzata nell'occasione "viaggio delle 3 K" dai nomi delle tappe fondamentali (Kabul, Katmandu e Kuta in Indonesia).
Paul Theroux scrisse un classico resoconto del percorso in The Great Railway Bazaar - Bazar express: in treno attraverso l'Asia (1975), seguito da un viaggio di ritorno a distanza di oltre trent'anni in Ghost Train to the Eastern Star - Un treno fantasma verso la Stella dell’Est (2008). Due libri di viaggio più recenti, The Wrong Way Home - La strada sbagliata (1999) di Peter Moore e Magic Bus (2006) di Rory Maclean, ripercorrono l'originale hippie trail.
Robert Byron pubblica nel 1937 La via per l'Oxiana, diario di un viaggio di undici mesi verso Oriente, da Venezia all'India passando per Iran ed Afghanistan, attraverso il percorso che trent'anni dopo verrà conosciuto come l'Hippie Trail.
Il viaggio di due donne, in fuga verso Oriente da un'Europa sull’orlo della seconda guerra mondiale, è raccontato da Ella Maillart in La via crudele (1947) e da Annemarie Schwarzenbach in La via per Kabul (2000). L’itinerario del viaggio, compiuto a bordo di una Ford V8 con partenza dalla Svizzera, copre l'intera rotta attraversando Turchia, Iran ed Afghanistan. L'ultima tratta fino all'India con ritorno via mare in piroscafo viene condotta in solitaria dalla sola Annemarie Schwarzenbach.
Nel romanzo La polvere del mondo (1963) di Nicolas Bouvier, l’autore giornalista e l’amico pittore si mettono in viaggio da Ginevra nel 1953 a bordo di una Topolino: grazie ai loro testi e ai loro disegni riescono a viaggiare per 18 mesi, attraverso i Balcani fino al Khyber Pass, anticipando di oltre un decennio il percorso che sarebbe diventato l’Hippie Trail.
Il romanzo autobiografico dello scrittore francese Charles Duchaussois Flash ou le Grand Voyage - Flash. Katmandu il grande viaggio (1972) è il resoconto in prima persona del viaggio da Marsiglia a Katmandu per raggiungere i paradisi della droga.
Paulo Coelho racconta il viaggio hippie attraverso un’autobiografia romanzata Hippie (2018), in cui il suo alter ego Paulo e Karla, una ragazza olandese, si incontrano ad Amsterdam nel 1970 e decidono di salire a bordo di un Magic Bus per raggiungere il Nepal.
Lo scrittore svedese Per J. Andersson racconta in L'incredibile storia dell'uomo che dall'India arrivò in Svezia in bicicletta per amore (2018) la vera storia di Pikay (abbreviazione di Jagat Ananda Pradyumna Kumar Mahanandia) che nel 1978 percorre l'Hippie Trail a ritroso in bicicletta, eccetto alcune parti percorse in treno o camion.
Nel panorama italiano troviamo una serie di racconti, spesso scritti con il ricorso alla tecnica del flashback o al viaggio di ritorno a distanza di anni: La lunga strada per Kathmandu (2011) di Luigi Guidi Buffarini, Verso Kabul (2012) di Mario Paluan, Oriente ultimo viaggio (2014) di Maurizio Lipparini, Viaggio all’Eden (2017) di Emanuele Giordana e Gli occhi di Shiva (2023) di Elisabetta Baldisserotto. Il romanzo epistolare Rafiullah (2006) racconta la storia di Raffaele Favero che, partito da Milano nel 1967, ha trovato lungo l’Hippie Trail la conversione e l'integrazione con il popolo afghano, fino alla tragica scomparsa nel 1983 durante l’invasione russa.

## Cultura di massa
Hare Rama Hare Krishna è un film indiano del 1971, diretto e interpretato da Dev Anand con Mumtaz and Zeenat Aman. Il film affronta la decadenza della cultura hippie, con tematiche contro la droga e la descrizione di alcuni problemi associati all'occidentalizzazione come il divorzio. È liberamente ispirato al film del 1968 Psych-Out. L'ispirazione per la storia di Hare Rama Hare Krishna venne ad Anand quando vide gli hippie e i loro comportamenti a Katmandu. Il film fu un successo, così come la canzone di Asha Bhosle Dum Maro Dum.
La canzone del 1981 Down Under del gruppo rock australiano Men at Work parte con una scena lungo la rotta hippie sotto l'influenza della marijuana: